# Porta Lucchese
Porta Lucchese è uno dei quattro comuni, denominati "cortine" (gli altri erano Porta al Borgo, Porta Carratica e Porta San Marco) in cui fu diviso il contado della città di Pistoia (il cui territorio comunale era delimitato dalle mura medievali) fino al 1877, anno un cui furono annessi a quest'ultimo.
Il comune di Porta Lucchese, che prendeva il nome dall'omonima porta, si estendeva per circa 26 km² e confinava con i comuni di Pistoia, Porta Carratica, Serravalle Pistoiese, Marliana e Porta al Borgo.
Al momento della soppressione il comune contava 6 694 abitanti e comprendeva le località di Celle, Collina, Gabbiano, San Pantaleo, Ramini, Spazzavento, Bonelle, Vicofaro e San Piero in Vincio.